# Conte di Caithness
I conti di Caithness erano conti feudali della nobiltà scozzese facenti capo al clan Sinclair.

Armoriale del conte di Caithness, capo del clan Sinclair

Conte di Caithness è un titolo che è stato creato più volte nel "pariaggio" della Scozia, e ha una storia molto complessa. La sua prima concessione, in senso moderno, è stata riscontrata in elenchi ufficiali della parìa britannica, e si ritiene generalmente che sia stata concessa in favore di Maol Íosa V, conte di Strathearn nel 1334, anche se nella realtà delle condizioni economiche del XIV secolo, questo probabilmente è stato solo un riconoscimento del suo diritto ereditario all'antica contea (mormaer) di Caithness. L'anno successivo, tuttavia, tutti i suoi titoli sono stati revocati per tradimento.

## Conti di Caithness, prima istituzione (c. 1334)
- Maol Íosa V, conte di Strathearn (m. prima del 1353) (confisca 1335)

## Conti di Caithness, seconda istituzione (c. 1375)
- David Stewart, I conte di Caithness (m. prima del 1389)
- Euphemia Stewart, II contessa di Caithness (m. 1434) (dimessa 1390)
- Walter Stewart, III conte di Caithness, I conte di Atholl (m. 1437) (dimesso c. 1428)
- Allan Stewart, IV conte di Caithness (m. 1431)
- Walter Stewart, III conte di Caithness, I conte di Atholl, conte per la seconda volta (confisca ed esecuzione 1437)

## Conti di Caithness, terza istituzione (1452)
- George Crichton, I conte di Caithness (m. 1455) (dimesso 1452)

## Conti di Caithness, quarta istituzione (1455)
- William Sinclair, I conte di Caithness, V barone di Roslin (1410–1484) (dimesso 1476)
- William Sinclair, II conte di Caithness, VI barone di Roslin (m. 1513)
- John Sinclair, III conte di Caithness, VII barone di Roslin (m. 1529)
- George Sinclair, IV conte di Caithness (m. 1582) (dimesso 1545)
- George Sinclair, V conte di Caithness (1566–1643)
- George Sinclair, VI conte di Caithness (m. 1677) (dimesso 1672)
- John Campbell, I conte di Breadalbane e Holland (1633–1717) (dimesso 1681)
- George Sinclair, VII conte di Caithness (m. 1698)
- John Sinclair, VIII conte di Caithness (m. 1705)
- Alexander Sinclair, IX conte di Caithness (1685–1765)
- William Sinclair, X conte di Caithness (1727–1779)
- John Sinclair, XI conte di Caithness (1757–1789)
- James Sinclair, XII conte di Caithness (1766–1823)
- Alexander Campbell Sinclair, XIII conte di Caithness (1790–1855)
- James Sinclair, XIV conte di Caithness (1821–1881)
- George Philips Alexander Sinclair, XV conte di Caithness (1858–1889)
- James Augustus Sinclair, XVI conte di Caithness (1827–1891)
- John Sutherland Sinclair, XVII conte di Caithness (1857–1914)
- Norman Macleod (Sinclair) Buchan, XVIII conte di Caithness (1862–1947)
- James Roderick Sinclair, XIX conte di Caithness (1906–1965)
- Malcolm Ian Sinclair, XX conte di Caithness (n. 1948) (eletto alla Camera dei lord, 1999)

L'erede presuntivo è il figlio dell'attuale titolare Alexander James Richard Sinclair, lord Berriedale (n. 1981)